# Limbi samoedice

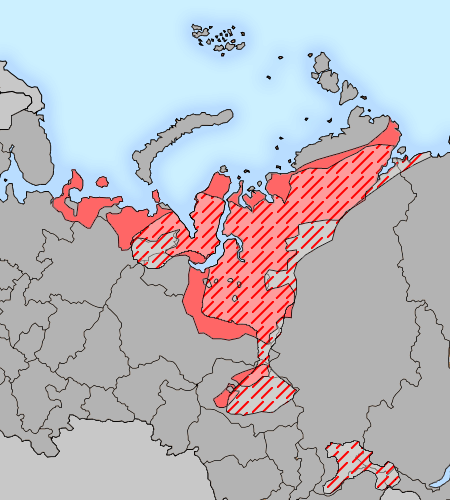
Răspândirea limbilor samoedice în secolul XVII (hașurat) și secolul XX (fundal continuu)

Limbile samoedice (uneori ortografiat samoiedice) sunt o ramură a familiei de limbi uralice, cealaltă ramură alcătuind-o limbile fino-ugrice. Limbile samoedice sunt vorbite de samoezi, populații de origine mongolă care trăiesc în Siberia de nord de o parte și de alta a munților Ural. Numărul total de vorbitori ai acestor limbi este mic, estimat la numai 30.000.
Limbile samoedice se împart în două subramuri:
- Limbile samoedice nordice:
  - Eneț, cu două dialecte foarte diferite;
  - Neneț, având două dialecte cu interinteligibilitate redusă;
  - Nganasan, vorbită în Peninsula Taimîr;
  - Iuraț, dispărută, vorbită anterior în regiunea fluviului Enisei.

- Limbile samoedice sudice:
  - Mator, dispărută în secolul al XIX-lea;
  - Kamas, stinsă în secolul al XX-lea, ultimul vorbitor murind în 1989;
  - Selkup, vorbită de cca 1500 oameni în regiunea dintre fluviile Obi și Enisei, se remarcă printr-un număr mare de foneme vocalice (25). Din 1930 are și o formă scrisă, bazată pe unul dintre cele trei dialecte.